# Ducula brenchleyi
Ducula brenchleyi е вид птица от семейство Гълъбови (Columbidae). Видът е световно застрашен, със статут Уязвим.

## Разпространение
Видът е разпространен в Соломоновите острови.